# Margaret Lynch
Margaret Lynch , född okänt år, död okänt år, var en nyzeeländsk tjänsteflicka som blev föremål för ett på sin tid uppmärksammat rättsfall på Nya Zeeland. 
Lynch var tjänare hos Robert och Catherine Hale. Hon avskedades 1867 efter att ha anklagats för stöld av Catherine Hale. Lynch stämde Hale för misshandel och vägran att betala ut lön, medan Hale stämde Lynch för stöld. Lynch dömdes av rätten till straffarbete för stöld, trots att bevis och omständigheter talade för att det snarare var anklagelserna mot Hale som stämde. Domslutet betraktades som ett justitiemord och ledde till sådana protester att domstolen såg sig tvingad att upphäva domen. Hale dömdes för misshandel och tvingades be Lynch om ursäkt offentligt.     